# Gerhard Theissing
Gerhard Theissing (* 15. Juni 1903 in Waldenburg, Schlesien; † 28. November 1987 in Erlangen) war ein deutscher Hals-Nasen-Ohren-Arzt und Hochschullehrer. Er war Lehrstuhlinhaber und Direktor der HNO-Klinik der Universität Erlangen.

## Leben
Als Sohn von Agnes Theissing, geborene Ortmeyer, und des Chirurgen Heinrich Theissing besuchte Gerhard Theissing das Gymnasium im schlesischen Waldenburg. Er studierte zunächst an der Schlesischen Friedrich-Wilhelms-Universität und der Eberhard Karls Universität Medizin. 1921 wurde er Mitglied der katholischen Studentenverbindung AV Guestfalia Tübingen im Cartellverband der katholischen deutschen Studentenverbindungen. Er wechselte an die Universität zu Köln und die Rheinische Friedrich-Wilhelms-Universität in Bonn. 1927 wurde er in Bonn mit der Note Summa cum laude zum Dr. med. promoviert. In Bonn war er an der Medizinischen Poliklinik, der Hautklinik und der HNO-Klinik unter Karl Grünberg tätig. Neben seiner klinischen Tätigkeit übernahm er schon früh die Leitung des histologischen Labors. Habilitiert hatte er sich 1931 und war danach ab 1931 Privatdozent und ab 1942 außerplanmäßiger Professor in Bonn und von 1950 bis 1960 in Mainz.
Von 1934 bis 1960 war er Chefarzt der HNO-Klinik der Städtischen Krankenanstalten Ludwigshafen, ab 1939 zudem Stadtmedizinalrat und ab 1958 Stadtobermedizinalrat. 1960 folgte er dem Ruf der Friedrich-Alexander-Universität Erlangen auf ihren Lehrstuhl für Hals-Nasen-Ohrenheilkunde, den er bis zu seiner Emeritierung innehatte. An der Universität Erlangen bzw. Erlangen-Nürnberg war er zudem Klinikdirektor. Dort bot sich ihm die Möglichkeit, die HNO-Klinik mit dem Bau eines neuen Operations- und Bettentrakts neu zu gestalten. Auch in der Medizinischen Fakultät übernahm er verschiedene Aufgaben. So war er 1964 Dekan und 1965–1969 Mitglied des Verwaltungsausschusses der Universität. 1969–1971 vertrat er die Fakultät beim Medizinischen Fakultätentag.
Gerhard Theissing war ab 1934 mit der promovierten Medizinerin Grete Theissing, geborene Schlicker, verheiratet und hatte zwei Kinder, die ebenfalls Medizin studierten und promoviert wurden (Agnes und der Professor gewordene Jürgen Theissing).

### Wissenschaft
Schon mit 28 Jahren habilitierte sich Theissing bei Grünberg. Die Problematik des Morbus Koch, auch in Bezug auf Kehlkopf- und Lymphknotentuberkulose, stellte dann einen wissenschaftlichen Schwerpunkt seiner Lebensarbeit dar. In 20 Publikationen allein auf diesem Sektor berichtete Theissing über seine Forschungsergebnisse. Im Handbuch der Tuberkulose von Klein, Kleinschmidt und Ühlinger stellte er seine Erfahrungen auf diesem Gebiet zusammenfassend dar.
Auch in den Bereichen der weiteren, spezifischen Erkrankungen des HNO-Faches, namentlich von Lues, Aktinomykose und Toxoplasmose erwies sich Theissing als Experte. Besonders bekannt wurde seine zweibändige Operationslehre, die sich bei den in Weiterbildung befindlichen und fertigen HNO-Ärzten großer Beliebtheit erfreute.
Internationale Anerkennung erfuhr Gerhard Theissing aber auch auf anderen Gebieten seines Faches, beispielsweise in der Kehlkopfchirurgie. Hier hat er Operationsmodifikationen angegeben und auch die plastische Kehlkopfchirurgie gefördert. Neben 16 Publikationen über neue, eigene operative Möglichkeiten, hat er in zehn weiteren experimentellen und neun histologischen Arbeiten seine Grundlagenforschung dargelegt. Insgesamt umfassen seine wissenschaftlichen Publikationen 131 Titel.

### Gremien
Gerhard Theissing stellte seine Kenntnisse und Erfahrungen mit großem persönlichen Einsatz immer wieder den verschiedensten Fachgremien zur Verfügung. So war er von 1950 bis 1968 Mitglied der Arzneimittelkommission der deutschen Ärzteschaft, seit 1952 auch Mitglied des
Wissenschaftlichen Beirates des Bundesärztekammer und von 1953 bis 1963 Vorstandsmitglied der Deutschen Gesellschaft für HNO-Heilkunde, 1960/1961 auch deren Präsident. Schließlich leitete er von 1965 bis 1971 als Vorsitzender die Vereinigung der Lehrstuhlinhaber der Hals-Nasen-Ohrenheilkunde der westdeutschen Universitäten. Die Bundesärztekammer verlieh ihm 1973 die Ernst-von-Bergmann-Plakette und ehrte ihn mit der Medaille Für Verdienste um die ärztliche Fortbildung.

„Theissing war ein leidenschaftlicher Hochschullehrer. Im Hörsaal konnten ihm nicht einmal die chronisch Müden für ihren Schlafausfall böse sein. Sie saßen stets mit gestellten Ohren in seinen Vorlesungen, schon um keines seiner Bonmots zu überhören. Durch seinen Mutterwitz, aber auch durch seine Wahrhaftigkeit, seinen Sinn für die Realitäten des Lebens und seine Aufgeschlossenheit für das Ehrliche und Neue war es ihm leicht, bei seinen Schülern und Studenten, denen er eine hervorragende Ausbildung gab, als Primus inter pares dazustehen und doch der Chef zu sein.“

## Publikationen (Auswahl)
- Fortschritte in der operativen Therapie des Kehlkopfkrebses, Sonderdruck in: Deutsches Ärzteblatt – Ärztliche Mitteilungen, Köln, 20. Juli 1968.
- Kurze HNO-Operationslehre. 2 Bände. 1971–1975.
- HNO-Operationslehre, mit allen wichtigen Eingriffen. 3., von Jürgen Theissing überarbeitete und erweiterte Auflage. Thieme Verlag, Stuttgart 1996, ISBN 3-13-463703-0.
- als Mitherausgeber: Zeitschrift für Laryngologie, Rhinologie, Otologie und Grenzgebiete.